# Moseushi, Hokkaidō
Moseushi (妹背牛町 Moseushi-chō) là thị trấn thuộc huyện Uryū, phó tỉnh Sorachi, Hokkaidō, Nhật Bản. Tính đến ngày 1 tháng 10 năm 2020, dân số ước tính thị trấn là 2.693 người và mật độ dân số là 55 người/km2. Tổng diện tích thị trấn là 48,55 km2.